# Margarita de la Pisa Carrión
Margarita de la Pisa Carrión (ur. 19 września 1975 w Madrycie) – hiszpańska polityk i farmaceutka, deputowana do Parlamentu Europejskiego IX i X kadencji.

## Życiorys
Absolwentka farmacji na Uniwersytecie Complutense w Madrycie (1999), kształciła się też w zakresie neuropsychologii i edukacji na Universidad Internacional de La Rioja. Podjęła pracę w wyuczonym zawodzie, była także zatrudniona w firmach farmaceutycznych i jako szkoleniowiec. Dołączyła do partii Vox, z jej ramienia kandydowała do Senatu w 2016. W wyborach w 2019 kandydowała na deputowaną do PE IX kadencji. Uzyskała mandat poselski, jednak jego objęcie zostało zawieszone do czasu brexitu. Ostatecznie w Europarlamencie zasiadła w lutym 2020. Z powodzeniem ubiegała się o reelekcję w 2024.
Jest mężatką i matką ósemki dzieci.